# George Bubb-Dodington
George Bubb znany jako Bubb-Dodington (ur. 1691, zm. 28 lipca 1762) – brytyjski dyplomata.
Od roku 1717 znany jako Bubb-Dodington. W latach 1715–1717 był posłem nadzwyczajnym Wielkiej Brytanii w Madrycie. Później robił karierę w polityce. W roku 1761 uczyniony baronem  Melcombe-Regis.
Jego dziennik, który stanowi dziś jedno z najwartościowszych źródeł wiedzy o epoce opublikował w roku 1784 Henry Penruddocke Wyndham.